# Nationalparken Kornati
Nationalparken Kornati är en nationalpark i Kroatien som ligger väster om Šibenik i Dalmatien. Den är uppkallad efter en av huvudöarna, Kornat. Större delen av arkipelagen Kornati samt södra delen av ön Dugi otok utgör en del av parken vars status som nationalpark fastställdes 1980. Nationalparken täcker en yta på 220 km² och består av 89 öar och holmar.